# Autoestrada A56 (Inglaterra)
A A56 é uma rodovia da Inglaterra que se estende entre a cidade de Chester, em Cheshire, e a vila de Broughton, em North Yorkshire. Contém uma mistura de seções de pista única e dupla, atravessando ambientes tão diversos quanto a densa expansão urbana do centro da cidade de Manchester e a região pouco povoada do leste rural de Lancashire. Inclui um pequeno trecho de estrada principal entre o final da autoestrada M66, perto de Ramsbottom, e a M65, a oeste de Burnley.

## Descrição da rota

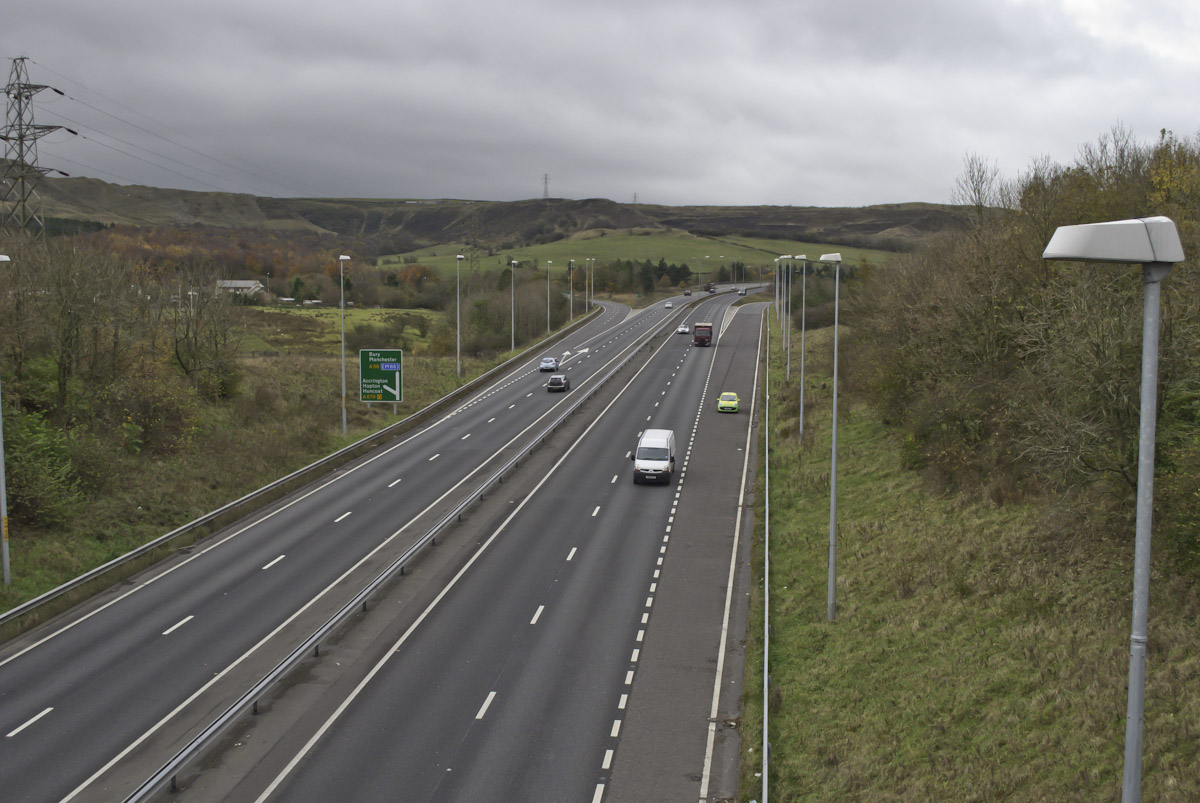
Vista da rodovia A56, na região de Accrington

A rodovia começa como Frodsham Street, no centro de Chester, em sua junção com a Foregate Street A51 e segue para nordeste, saindo da cidade. Fora de Chester, a A56 cruza a junção 12 da autoestrada M53, continuando na direção nordeste. A estrada passa pelas cidades e vilas de Mickle Trafford, Dunham-on-the-Hill, Helsby e Frodsham, paralelamente ao curso do lado sul da autoestrada M56. Depois de deixar Frodsham, a A56 cruza a M56 na junção 11, passando pelas cidades de Runcorn e Warrington, assumindo uma direção mais ao leste para novamente paralelar o curso do lado norte da rodovia.
A A56 cruza a autoestrada M6 no meio do caminho entre as junções 20 e 21, antes de passar ao sul de Lymm, a caminho de seu cruzamento com a A556, em Bowdon. Em Bowdon, a A56 faz uma curva acentuada para o norte, passando por Altrincham e Sale, cruzando a M60 (Manchester Outer Ring Road) na junção 7 para Stretford.
Adota o nome de Chester Road e continua para nordeste através de Stretford e Hulme até o centro de Manchester, onde assume o nome de Deansgate, uma das principais ruas comerciais de Manchester. No final de Deansgate, a A56 assume o nome de Victoria Street ao passar pela estação ferroviária Manchester Victoria. Desde 2012, a maior parte da Victoria Street é apenas para pedestres, mas as marcações da estrada ainda permanecem.
Fazendo uma curva fechada para noroeste, a A56 deixa Manchester e atravessa o distrito de Broughton, em Salford, a caminho de Prestwich, onde é chamada de Bury New Road, onde cruza novamente a M60 na junção 17. Rumo ao norte, a estrada passa por Whitefield e corta Bury, antes de cruzar a autoestrada M66 na junção 1. Segue a M66 até seu termino perto de Edenfield.
À partir dai a A56 torna-se via dupla e o tráfego da M66 pode continuar apenas nesta seção da estrada principal. O tráfego da A680 e da A676 também pode entrar na A56. Novamente indo aproximadamente para o norte, a rodovia contorna Haslingden e Accrington antes de entrar na M65 na junção 8, ligeiramente a oeste de Burnley .
Depois de entrar na M65, a A56 desaparece dos mapas, apenas para reaparecer aproximadamente 6 milhas (9,7 km) a nordeste, perto da junção 13 da M65 em uma junção com a A682 no centro de Nelson.
Seguindo na direção leste, a A56 passa por Colne antes de virar bruscamente para o norte. Agora, cortando as partes mais rurais do leste de Lancashire, a estrada passa por Foulridge e Earby, finalmente alcançando seu ponto final onde se funde com a autoestrada A59 a oeste de Broughton, em North Yorkshire.

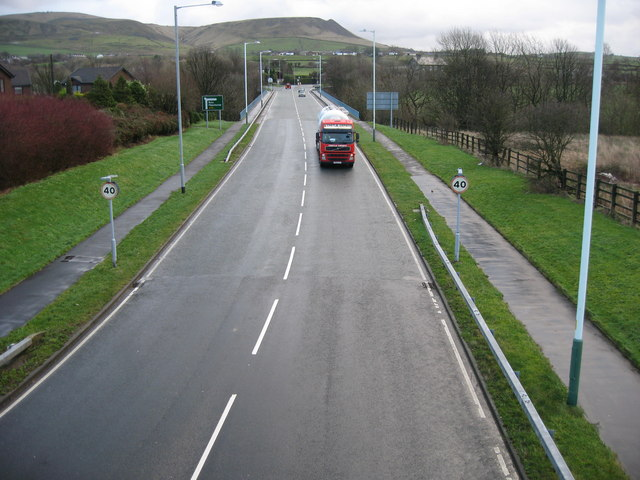
Autoestrada A56 na área de Edenfield

### Rota Antiga
Antes da construção da M65, da M66 e estradas de conexão, a rota continuava por Edenfield e Rawtenstall. Dai, passava pelo centro de Burnley e seguia para Nelson. Esta seção agora está marcada como uma extensão da A682.